# Belgische koloniën
De twee grote Belgische koloniën waren Belgisch-Congo en Ruanda-Urundi. Kleinere kolonisatieprojecten waren de Belgische kolonie in Santo Tomás, de Belgische kolonie aan de Rio Nuñez, en de Belgische concessie in Tianjin.

## Vóór de onafhankelijkheid
België was een van de weinige landen in West-Europa zonder koloniën in 1800. Reden hiervoor was dat België in de tijd van de vroege kolonisatie geen onafhankelijk land was, maar een deel van Eerste Franse Keizerrijk en daarna van het Verenigd Koninkrijk der Nederlanden en voordien geregeerd werd door Spaanse en Oostenrijkse vorsten. Toch waren er al voor de onafhankelijkheid van het land kolonisatiebewegingen actief. Ook hadden Vlamingen en Walen diverse rollen in de Nederlandse koloniën. Zo werd in 1826 onder de herenigde Nederlanden Leonard du Bus de Gisignies benoemd tot gouverneur-generaal van Nederlands-Indië, hetgeen wees op een groeiende koloniale invloed uit de Zuidelijke provincies.
In de middeleeuwen lieten verschillende heersers onontgonnen streken in cultuur brengen door kolonisten. Zo streken er in de 12e eeuw Vlamingen en Walen neer in Transsylvanië. In 1451 trokken ‘Vlamingen’ in dienst van Portugal naar de Azoren (de Vlaamse eilanden) en de Canarische Eilanden (Vlaamse Canarische Natie). Hun sporen zijn terug te vinden bij de huizen en straten met Vlaamse namen.
Ook voor de oprichting van Nieuw-Nederland waren veel mensen uit de Zuidelijke Nederlanden betrokken, die bij de migratiestroom in de Nederlanden naar het noorden waren verhuisd. Pierre Minuit, die in 1626 Manhattan kocht, was een Waals gereformeerde wiens ouders van Doornik naar Wesel waren verhuisd. In de 18e eeuw werden Oostenrijkse koloniën opgericht door de Oostendse Compagnie. Vanuit handelsposten in India en China werd een zeer succesvolle handel werd opgezet, vooral in thee, maar ook in slaven. De activiteiten van de Compagnie werden definitief opgedoekt in 1778.

## Koloniale geschiedenis van de Belgische Staat

### Leopold I: eerste kolonisatiepogingen
Toen België in 1830 uiteindelijk een onafhankelijk land werd, steeg meteen de vraag naar koloniën. De Belgische industrie was zich ten volle aan het ontwikkelen en had nood aan nieuwe afzetmarkten en nieuwe grondstoffen. Ook was er in het land een te grote groep werklozen, kansarmen en avonturiers, die eventueel een opstand zouden kunnen beginnen. Gedurende de jaren 1830 en 1840 stelden Belgische militairen en kapitaalkrachtigen plannen voor aan koning Leopold I voor de uitbouw van koloniën in Abessinië, West-Afrika, Nicaragua, Guatemala, Brazilië, Argentinië, de Filipijnen, Mexico, Nieuw-Zeeland, Hawaï, Kreta of Cyprus. Hoe ambitieus de projecten van mannen als Abraham Cohen, Charles de Thierry en graaf de Hompesch wel waren, ze draaiden allemaal uit op een fiasco.
De koloniale verkenning door Eduard Blondeel Van Cuelebroeck in Abessinië in 1840-42 leverde weliswaar enkele overeenkomsten met lokale machthebbers op, maar kreeg geen verdere uitvoering. Leopold I sloot in 1843 een contract met het bedrijf Ladd & Co. tot het koloniseren van het koninkrijk Hawaï. Bijna had België hiermee een eerste kolonie te pakken, maar voor men concreet aan de slag kon, viel de deal al in het water omdat Ladd & Co. in financiële problemen verzeild raakte. Ook het inrichten van een kolonie in Santo Tomas de Castilla, een kustgebied in Guatemala, kwam niet van de grond. In 1843 en 1844 werden honderden Belgen uit vooral lagere sociale milieus naar deze kolonie gebracht, die werd gepromoot als een exotisch 'beloofde land', Verapaz. Door de weinig realistische aanpak en hebzucht en grootheidswaanzin van de leiding draaide ook dit project uit op een mislukking. In de eerste jaren stierf een groot aantal kolonisten aan tropische ziektes en de financiële middelen bleken al na een paar jaar ontoereikend.
Dit gold ook voor Mexico, waar Belgische kolonisten in een gebied in de deelstaat Chihuahua, dat was omgedoopt tot Nueva Belgica, de vlasteelt wilden invoeren. Door gebrek aan vruchtbare grond faalde ook deze poging. De vele West-Vlamingen die zich van 1842 tot 1875 in Santa Catarina (Brazilië) vestigden, hielden het ook niet lang vol. De Belgische nederzettingen in Noord-Argentinië, zoals Villaguay, waar men wél succes met landbouw had en daardoor kon investeren in de gemeenschap, konden geen staatkundige kolonie van België worden.
Ten tijde van het koloniseren van de Belgische kolonie aan de Rio Nuñez waren er Belgen betrokken bij het Incident aan de Rio Nuñez, nabij Boké, in 1849.

### Kleinere gebiedsdelen van de Belgische Staat

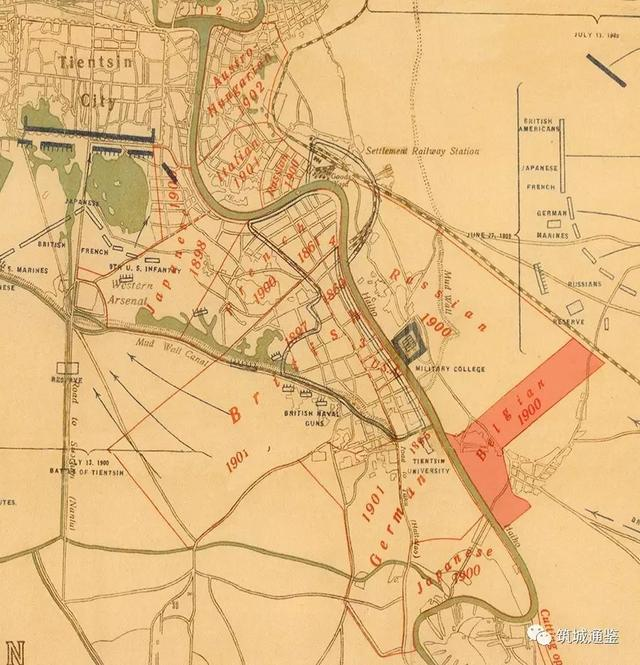
Belgische concessie in Tianjin

- Van 1902 tot 1931 had België ook zijn concessie in de Chinese havenstad Tianjin (zie: Belgische concessie in Tianjin). Het op sterven na dode Chinese Keizerrijk onder de Qing-dynastie had aan het eind van de 19e en het begin 20e eeuw immers vele concessies verleend over zijn gebieden aan een aantal Europese landen, de VS, Rusland en Japan, die deze gebieden als koloniën bestuurden. De Belgen legden in hun concessie in Tianjin (en later ook in de rest van de stad) het elektriciteitsnetwerk en tramlijnen aan, maar daarbuiten werd er weinig werk gestoken in dit gebied.
- Wel ontdekt, benoemd en verkend, maar niet gekoloniseerd of opgeëist, zijn de Antarctische eilanden zoals het Antwerpeneiland, het Brabanteiland, het Genteiland en het Luikeiland die de bemanning van de Belgica onder leiding van Adrien de Gerlache aandeden tijdens de Belgische Antarctische expeditie van 1897 tot 1899. Dit in tegenstelling tot vele andere landen, die wel claims legden op locaties in Antarctica.
- Het Isola Comacina, in het Italiaanse Comomeer, hoorde van 1919 tot 1920 bij België.

### Onafhankelijke Congostaat en Belgisch Congo

Belgisch-Congo.

De tweede koning der Belgen, Leopold II, achtte het zeer belangrijk om België een koloniaal imperium te geven. Dat zou het land veel meer aanzien geven in het buitenland. Tevergeefs trachtte hij om zo’n vijftig gebieden bij zijn koninkrijk te voegen, waaronder Kreta, Cuba, Noord-Borneo, de Filipijnen, Nieuw-Guinea en Fiji. Ook vatte Leopold het plan op om Nederland binnen te vallen en zo dat hele land, inclusief koloniën, te annexeren. Van dit weinig realistische plan kwam niets terecht.
Ten slotte richtte hij zich op Afrika. In 1876 organiseerde hij de Geografische conferentie van Brussel in het Koninklijk Paleis van Brussel en richtte hij de Association internationale africaine op. Een doorbraak kwam er pas met de omstreden Henry Morton Stanley, die Jules Greindl, samen met een andere rechterhand van Leopold II, Henry Shelton Sanford, opwachtte in Marseille op 13 januari 1878 na zijn terugkeer uit Afrika. Stanley hoopte eerst zijn pionierswerk in Afrika verder te kunnen zetten onder Britse vlag. Maar noch de ‘Foreign Office’ noch Edward, de prins van Wales, voelde zich geroepen om Stanley te ontvangen na de vele geruchten van diens plunder- en moordpartijen in de binnenlanden van het Afrikaanse continent. Leopold II wreef in zijn handen toen hij een ontgoochelde Stanley kon ontvangen op zijn paleis in juni 1878, en met hem een contract kon ondertekenen. Uiteindelijk slaagde Leopold erin om met Stanleys werk via de Koloniale Conferentie van Berlijn de Congo-Vrijstaat in handen te krijgen.
Van 1885 tot 1908 werd het hele gebied onder de persoonlijke heerschappij van koning Leopold II geplaatst. De koning zette de expansie van zijn kolonie nog verder door ook de Lado-enclave (met de belangrijke havenstad Rejaf) aan te hechten, om zo Congo te ontsluiten via de Nijl. Ook wist hij de sultans van Rafai, Zémio en Bangassou over te halen om hun gebied als protectoraten over te dragen aan de Congo-Vrijstaat. In ruil kregen deze inlandse stamhoofden Belgische vuurwapens geleverd.
In 1908 werd de vrijstaat door Leopold na internationale diplomatieke druk vanwege misbruiken overgedragen aan de Belgische staat en werd de Congo Vrijstaat, Belgisch-Congo.

### Ruanda-Urundi

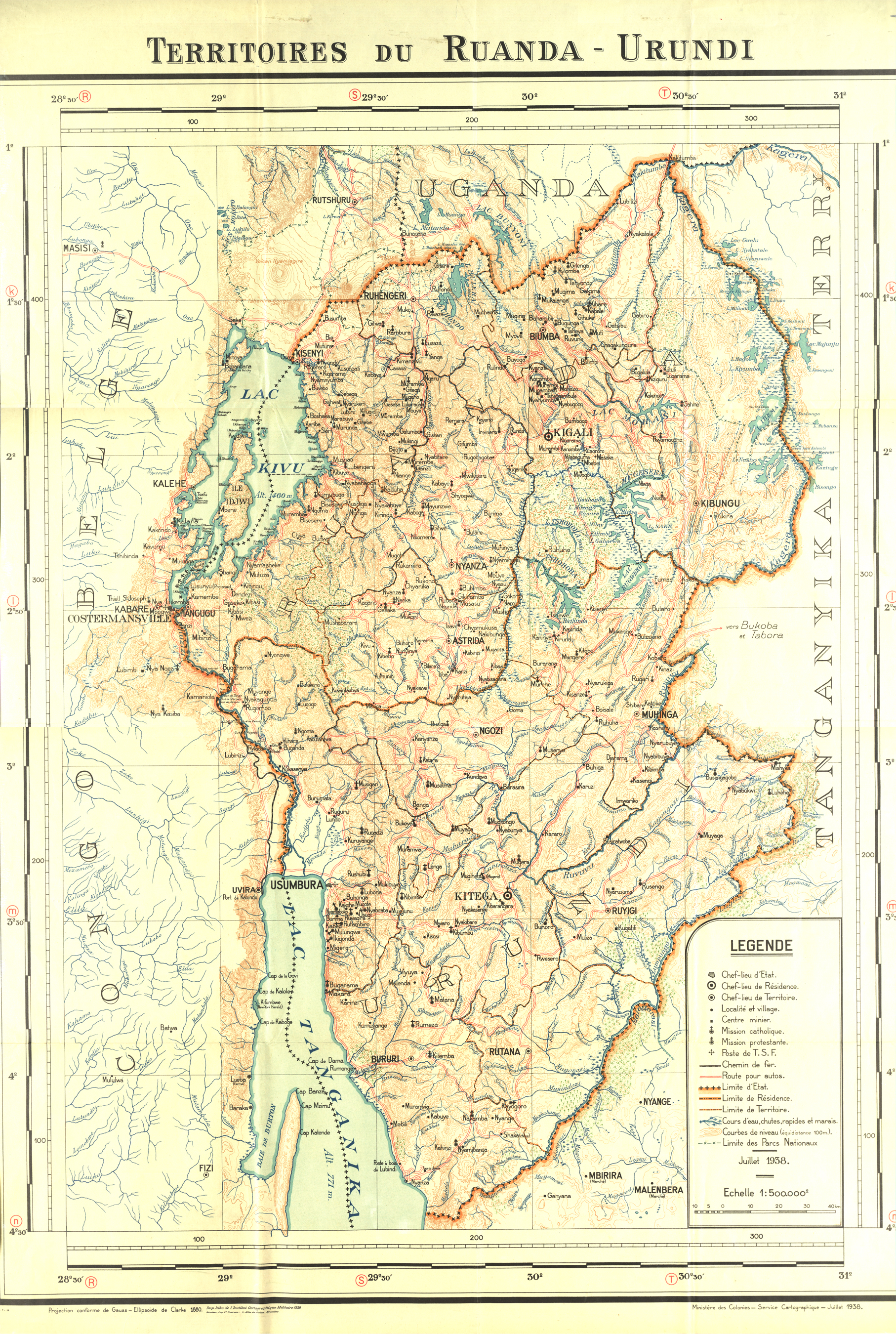
Kaart van Ruanda-Urundi

Tijdens de Eerste Wereldoorlog werden de Duitse kolonies Ruanda en Urundi, die deel uitmaakten van Duits-Oost-Afrika, door België veroverd. De bezetting van 1916 was het begin van een Belgisch gezag dat zou standhouden tot 1962. De verovering van 1916 werd uitgevoerd door de Force Publique van Belgisch-Congo onder bevel van Charles Tombeur. Een noordelijke brigade onder leiding van kolonel Philippe Molitor vertrok vanuit het noorden van het Kivumeer en veroverde Ruanda. Op 9 mei viel Kigali en na zware gevechten in de buurt van Nyansa gaf koning Yuhi V Musinga van Rwanda zich over. De zuidelijke brigade onder leiding van luitenant-kolonel Olsen vertrok tussen het Kivumeer en het Tanganyikameer en veroverde Urundi. De troepen van Olsen rukten op naar Usumbura (ex-Bujumbura) en veroverden de stad op 6 juni.
De machtsovername ging gepaard met de Rumanura-hongersnood en grote epidemieën. Vóór de effectieve heerschappij van de Europeanen in 1899 waren deze zaken ook al aanwezig in het gebied, maar door de koloniale ontwrichting namen ze ongeziene proporties aan. Na de oorlog streefde België op grond van zijn veroveringen op Afrikaanse bodem naar aanzienlijke gebiedsuitbreiding in Centraal-Afrika. De hoofdeis was het verbreden van de Atlantische toegang door de inlijving van de Portugese Cabinda-enclave, maar de Britten hadden eigen ambities en waren in Oost-Afrika slechts bereid economische rechten toe te kennen, naast de provincies Ruanda en Urundi. Deze arme gebieden werden door België gezien als een troostprijs. De overdracht als mandaat werd overeengekomen in het Orts-Milnerakkoord van 30 mei 1919, dat vervolgens als codicil bij het Verdrag van Versailles werd gevoegd. De Volkenbond gaf hieraan uitvoering door Ruanda-Urundi in 1922 als mandaatgebied type B onder Belgisch bestuur te plaatsen. Administratief werd Ruandi-Urundi bij Belgisch-Congo gevoegd als een vice-gouvernement-generaal, maar staatkundig en financieel stond het apart. De hoofdplaats was Usumbura, terwijl in Kigali en Kitega de zetels waren gevestigd van de respectievelijke residenties Ruanda en Urundi.
In de praktijk werd het gebied bestuurd als een kolonie, door tussenplaatsing van chefs (indirecte heerschappij). Sociale categorieën – die vooral door het hof als etnisch-patrilineaal werden gezien maar die hoe dan ook fluïde bleven – werden vereenvoudigd en verhard op basis van de Hamitische rassentheorie. De Tutsi's werden beschouwd als een geïmmigreerde superieure groep, de Hutu's en de Twa als fysiek en intellectueel minderwaardig. In deze rigide zienswijze hielden de 'blanke' Tutsi's zich bezig met veeteelt, waren de Hutu's landbouwers van het negroïde ras en de Twa pottenbakkers en jager-verzamelaars van het pygmoïde ras. Op instigatie van Mgr. Classe voerde de Ruandese resident Georges Mortehan een hervorming door die de macht voorbehield aan de Tutsi-aristocratie. In de vernieuwde chefferie waren bijna alle benoemingen weggelegd voor gedoopte Tutsi's. De traditionele ubureetwa, een systeem van herendiensten, werd wettelijk hertekend om de Tutsi's vrij te stellen. In 1924 werd de recent ingevoerde akazi, een vorm van dwangarbeid, gereorganiseerd en uitgebreid. Akazi werd ingezet voor de aanleg van wegen en terrassen, maar ook voor de teelt van exportgewassen en klussen voor katholieke missionarissen, voornamelijk de Witte Paters. Zij organiseerden het katholieke onderwijs, dat ook discrimineerde tussen Hutu's en Tutsi's. Volgens de richtlijnen die Mgr. Classe in 1928 uitvaardigde, moesten Tutsi's met aanvullende studieprogramma's opgeleid worden tot lagere leidinggevenden en voor assisterende taken, terwijl de Hutu's, voorbestemd voor fysieke arbeid, daarvan werden uitgesloten. Het staatsonderwijs volgde dezelfde filosofie en voerde in 1932 een minimumlengte in als toegangseis, in de verwachting daarmee Hutu's en Twa uit te sluiten. Dit alles entte zich bovenop de 'klassieke' segregatie tussen zwart en blank.
Vanaf 1926 begonnen Belgische investeerders de weg te vinden naar Ruanda-Urundi. Er werd grond in concessie gegeven voor koffie-, thee- en katoenplantages en er werden tinmijnen geopend. Droogte, bodemuitputting en koloniale ontwrichting leidde in 1927-1929 tot de Rwakayihura-hongersnood, die de helft van de Rwandese bevolking het leven kostte of deed vluchten. In 1930 articuleerde vice-gouverneur-generaal Voisin een twaalfpuntenplan voor het herstructureren van Ruanda-Urundi en deed hij koning Musinga aftreden ten voordele van zijn zoon Rudahigwa. De hervorming kreeg haar beslag in 1933. Op de nieuwe "eenzelvigheidsbewijzen" werd het etnisch toebehoren vermeld als een vast gegeven, dat niet meer zoals voorheen onderhevig was aan sociale mobiliteit. De individuele toewijzing werd mogelijk gemaakt door de volkstelling van 1934-1935, die de Ruandese bevolking op 1,8 miljoen stelde. Lang is gedacht dat de etnische classificatie puur op basis van de tienkoeienregel gebeurde: huishoudens met meer dan tien stuks vee werden onder de Tutsi's ingedeeld, een tot tien koeien maakte van iemand een Hutu en zonder veebezit werd men Twa. De totale veestapel was echter veel te klein om zo tot 250.000 à 300.000 Tutsi's te komen. Er werd bijkomend gebruikgemaakt van gegevens over de etniciteit die door de kerk waren verzameld.
De Tweede Wereldoorlog zorgde weer voor veel opeisingen. Toen in 1943 een plaag ook nog de bataat- en aardappeloogst vernielde, brak de Rugazayura-hongersnood uit. Deze doodde 15% van de bevolking. Na de oprichting van de Verenigde Naties werd in 1946 de omzetting van het mandaatgebied naar een trustschap overeengekomen. In 1949 bezocht een dekolonisatiemissie van de VN het mandaatgebied. Er kwamen kritische rapporten en de voorgenomen omzetting naar een trustschap werd uitgevoerd. In de jaren 50 begon bij de Tutsi-elite een radicaal antikoloniaal geluid hoorbaar te worden. Als reactie hierop verschoven de Belgische autoriteiten en de Kerk hun steun naar de Hutu's, die voortaan als de authentieke inwoners werden gepresenteerd. De economie werd steeds meer georiënteerd naar cash crops en de feodale ubuhake werd in 1954 afgeschaft. Terwijl de interne spanningen opliepen, bleven de Belgische machthebbers haast onzichtbaar voor het ongenoegen. In 1959 zette een Hutu-revolutie de Rwandese monarchie aan de kant.

### De weg naar onafhankelijkheid
In de jaren 50 van de 20e eeuw ontstond een sterke onafhankelijkheidsbeweging in Belgisch-Congo, waardoor de Belgen hun greep op het gebied begonnen te verliezen. In 1960 werd Congo dan ook onafhankelijk en ook in Ruanda-Urundi werden snelle voorbereidingen gemaakt in die richting, waarna het gebied op 1 juli 1962 werd opgedeeld in twee onafhankelijke staten, Rwanda en Burundi.

## Belgische kolonie in Botucatu

Locatie van Botucatu

Op 30 juni 1960, met de onafhankelijkheid van Belgisch-Congo, werd de regering van België gedwongen een oplossing te zoeken voor 89.000 kolonisten die zich in nog in Congo bevonden. Een terugkeer naar België stuitte op veel protesten bij de kolonisten. In dit kader werd er oplossingen gezocht om de families elders te vestigen. Twee landen werden studieobject: Brazilië en Australië. Al vroeg werd Australië afgedankt vanwege de strenge immigratieregels. De aandacht van de Belgische regering ging uit naar Brazilië.
Op 22 september 1961 werd hiervoor de Sociedade Cooperativa Agropecuária Belgo-Brasileira (SCABB) opgericht. De Belgische regering kocht land in Botucatu in de Braziliaanse deelstaat São Paulo. Vervolgens kwamen ze aan in een onbekend land, met een onbekende taal en zonder de volledige steun van de Belgische regering, wat natuurlijk voor veel onvrede zorgde bij de immigrantenfamilies. Als er onder de coöperatieleden boeren waren, was een groot deel niet gelieerd aan de lokale landbouw en wisten ze niet hoe ze het land moesten bewerken.
Gezien de weinige resultaten met de landbouw, koos SCABB uiteindelijk voor de veehouderij en de productie van zuivelproducten. Met nieuwe faciliteiten en een machine geïmporteerd uit Frankrijk, was Laticínio Belco (Belco: Belgisch Congo) de eerste in Brazilië die melk produceerde die verpakt was in een plastic zak. Jaren later werd de zuivelfabriek opgeslorpt door het toenmalige bedrijf "Leite Paulista". Later, in het begin van de jaren tachtig, produceerde Cervejaria Belco uitstekend bier, dat werd overgenomen door Destilaria Schincariol. Deze werd in 1985 overgedragen aan de stad São Manoel, vanwege meningsverschillen met de gemeente Botucatu.
In 1987 werd de voormalige Coöperatie getransformeerd en verloor ze haar oorspronkelijke karakter, hoewel ze nog steeds Belgen of afstammelingen hiervan in haar gelederen heeft. keerden velen terug naar België.